# Bondsbøl
Bondsbøl (dansk) eller Bunsbüll (tysk) er en spredt bebyggelse beliggende midtvejs mellem Havetoft (Hovtoft) og Havetoftløjt i det centrale Angel i Sydslesvig. Stedet består af Bondsbølgaard, Vester- og Øster Bondsbøl beliggende langs Bondsbølgade. Administrativt hører den spredte husgruppe under Midtangel Kommune i Slesvig-Flensborg kreds i den nordtyske delstat Slesvig-Holsten. I kirkelig henseende hører stedet til Havetoft Sogn. Sognet lå i Satrup Herred (Gottorp Amt, Sønderjylland), da området tilhørte Danmark.
Bondsbøl er første gang nævnt 1352. Stednavnet henføres til (fri) bonde. Bondsbøl var i begyndelsen en landsby. I 1554 nævnes der to gårde tilhørende Strukstrup Herred. Senere blev landsbyen nedlagt og gårdene kom som avls- og mejerigård under Satrupholm gods og derved under Satrup Herred. Nærliggende bebyggelser er Kallehave (Kallehau), Øster Havetoft (Osterhavetoft), Damholm (Dammholm) og Torskjell (Tordschell).